# SN 1945B
SN 1945B var en supernova som upptäcktes 1945 i Messier 83, eller Södra Vindsnurregalaxen, i Vattenormens stjärnbild. Den upptäcktes av den amerikanska astronomen William Liller och hade som högst bolometrisk magnitud +13,9, eller visuell magnitud +14,2 (V).